# Wereldkampioenschap voetbal 2006 (Groep E) Ghana - Verenigde Staten
Deze pagina is een subpagina van het artikel Wereldkampioenschap voetbal 2006. Hierin wordt de wedstrijd in de groepsfase in groep E tussen Ghana en Verenigde Staten gespeeld op 22 juni 2006 nader uitgelicht.

## Voorbeschouwing
- De Ghanese bondscoach Ratomir Dujkovic heeft zijn elftal na de 2-0-overwinning op Tsjechië op drie plaatsen gewijzigd. De geschorste Sulley Muntari en Asamoah Gyan maken plaats voor Razak Pimpong en Haminu Dramani. Derek Boateng speelt voor Otto Addo. Ghana is bij een overwinning zeker van een plek in de tweede ronde.
- De Verenigde Staten missen de vanwege hun rode kaarten tegen Italië geschorste Pablo Mastroeni en Eddie Pope. Bobby Convey is gepasseerd. PSV'er DaMarcus Beasley, Eddie Lewis en Jimmy Conrad zijn hun vervangers. Team USA moet winnen van Ghana en hopen op een zege van Italië op Tsjechië om verder te komen.

## Wedstrijdgegevens
| Datum                | 22 juni 2006                         | 22 juni 2006                         |
| Stadion              | easyCredit-Stadion, Neurenberg       | easyCredit-Stadion, Neurenberg       |
| Toeschouwers         | 41.000                               | 41.000                               |
| Scheidsrechter       | Markus Merk                          | Markus Merk                          |
| Assistenten          | Christian Schraer Jan-Hendrik Salver | Christian Schraer Jan-Hendrik Salver |
| Vierde man           | Toru Kamikawa                        | Toru Kamikawa                        |
| Man van de wedstrijd | Stephen Appiah                       | Stephen Appiah                       |
|                      | Ghana                                | Verenigde Staten                     |
| Doelpunten           | 2                                    | 1                                    |
| Gele kaarten         | 4                                    | 1                                    |
| Rode kaarten         | 0                                    | 0                                    |
| Wissels              | 3                                    | 3                                    |
| Schoten op doel      | 4                                    | 3                                    |
| Schoten naast doel   | 9                                    | 7                                    |
| Overtredingen        | 32                                   | 16                                   |
| Hoekschoppen         | 2                                    | 7                                    |
| Buitenspel           | 8                                    | 6                                    |
| Strafschoppen        | 1                                    | 0                                    |
| Balbezit (tijd)      | 00'00"                               | 00'00"                               |
| Balbezit (%)         | 48%                                  | 52%                                  |

| Ghana | 2 – 1           | Verenigde Staten |
| Haminu Draman 22' Stephen Appiah 45+2' (pen.) | goals (assists) | 43' Clint Dempsey |
| Ratimir Dujkovic | bondscoach      | Bruce Arena |
| Richard Kingson John Mensah Illiasu Shilla Haminu Draman 80' Habib Mohamed Michael Essien Derek Boateng 46' Stephen Appiah John Pantsil Matthew Amoah 59' Razak Pimpong | opstellingen    | Kasey Keller Carlos Bocanegra Oguchi Onyewu 61' Steve Cherundolo 74' Eddie Lewis Clint Dempsey 40' Claudio Reyna Jimmy Conrad DaMarcus Beasley Brian McBride Landon Donovan |
| Otto Addo 46' Eric Addo 59' Alex Tachie-Mensah 80' | wissels         | 40' Ben Olsen 61' Eddie Johnson 74' Bobby Convey |
| Michael Essien 5' Illiasu Shilla 32' John Mensah 81' Stephen Appiah 90+2'                                                                                               | gele kaarten    | 7' Eddie Lewis |
| | rode kaarten    | |

## Nabeschouwing
- Ghana viert feest! De Afrikanen debuteren op het WK en plaatsen zich in de zware groep met Tsjechië achter Italië als nummer twee voor de tweede ronde. De Black Stars kwamen tegen de VS weliswaar via een discutabele strafschop op 2-1, maar in de tweede helft zijn ze nauwelijks in de problemen geweest tegen het zwakke Amerika.

## Overzicht van wedstrijden
| Groepswedstrijden | | | |
| Groep A | Groep B | Groep C | Groep D |
| Duitsland - Costa Rica Polen - Ecuador Duitsland - Polen Ecuador - Costa Rica Ecuador - Duitsland Costa Rica - Polen             | Engeland - Paraguay Trinidad en Tobago - Zweden Engeland - Trinidad en Tobago Zweden - Paraguay Zweden - Engeland Paraguay - Trinidad en Tobago | Argentinië - Ivoorkust Servië en Montenegro - Nederland Argentinië - Servië en Montenegro Nederland - Ivoorkust Nederland - Argentinië Ivoorkust - Servië en Montenegro | Mexico - Iran Angola - Portugal Mexico - Angola Portugal - Iran Portugal - Mexico Iran - Angola                               |
| Groep E | Groep F | Groep G | Groep H |
| Italië - Ghana Verenigde Staten - Tsjechië Italië - Verenigde Staten Tsjechië - Ghana Tsjechië - Italië Ghana - Verenigde Staten | Australië - Japan Brazilië - Kroatië Brazilië - Australië Japan - Kroatië Japan - Brazilië Kroatië - Australië                                  | Frankrijk - Zwitserland Zuid-Korea - Togo Frankrijk - Zuid-Korea Togo - Zwitserland Togo - Frankrijk Zwitserland - Zuid-Korea                                           | Spanje - Oekraïne Tunesië - Saoedi-Arabië Spanje - Tunesië Saoedi-Arabië - Oekraïne Saoedi-Arabië - Spanje Oekraïne - Tunesië |
| Achtste finales | | | |
| Duitsland - Zweden Argentinië - Mexico                                                                                           | Italië - Australië Zwitserland - Oekraïne | Engeland - Ecuador Portugal - Nederland | Brazilië - Ghana Spanje - Frankrijk                                                                                           |
| Kwartfinales | | | |
| Duitsland - Argentinië | Italië - Oekraïne | Engeland - Portugal | Brazilië - Frankrijk |
| Halve finales | | | |
| Duitsland - Italië | Duitsland - Italië | Portugal - Frankrijk | Portugal - Frankrijk |
| Troostfinale | | | |
| Duitsland - Portugal | | | |
| Finale | | | |
| Italië - Frankrijk | | | |